# Obrium xanthum
Obrium xanthum là một loài bọ cánh cứng trong họ Cerambycidae.